# Зехоф (Мекленбург)
Зехоф (нем. Seehof) — община в Германии, в земле Мекленбург-Передняя Померания.
Входит в состав района Северо-Западный Мекленбург. Подчиняется управлению Лютцов-Любсторф. Население составляет 951 человек (на 31 декабря 2010 года). Занимает площадь 4,33 км².